# Richard Harmon
Richard Harmon (født 18. august 1991) er en canadisk skuespiller. Han er bedst kendt for sin rolle som John Murphy i tv-serien The 100. Hans søster, Jessica Harmon, medvirker også i The 100 som Niylah. Richard Harmon har også medvirket som Jasper Ames i The Killing og som Julian Randol i tv-serien Continuum.
Han støtter LGBT-rettigheder og ser sig selv som en pro-feminist.